# Igreja de Santo Estêvão (Cachopo)
A Igreja de Santo Estêvão, igualmente conhecida como Igreja Paroquial de Cachopo, é um edifício religioso, situado na Freguesia de Cachopo do Concelho de Tavira, no Distrito de Faro, em Portugal.

## Caracterização
Construída por volta do ano de 1535, foi, diversas vezes, reconstruída pelos habitantes, tendo sido totalmente modificada da Década de 1950, e sofrido obras de reabilitação em Agosto de 2007; localizada no centro da localidade de Cachopo, foi um antigo destino para peregrinações. Composto por uma só nave e um altar-mor, apresenta várias imagens do Século XVIII, retratando São Sebastião e Santo Estêvão.